# Aleksandr Bułgakow
Aleksandr Aleksandrowicz Bułgakow (ros. Александр Александрович Булгаков, ur. 6 marca?/19 marca 1907 w Charkowie, zm. 31 maja 1996 w Moskwie) – radziecki działacz partyjny i związkowy.

## Życiorys
W latach 1929–1931 służył w Armii Czerwonej, później pracował w truście paliwowym, od 1937 członek WKP(b), w 1939 ukończył wieczorowo Charkowski Instytut Elektrotechniczny. W latach 1939–1941 inżynier w charkowskiej fabryce elektromechanicznej, między 1941 a 1942 ślusarz-elektryk, majster i inżynier oddziału głównego mechanika bazy remontowej nr 12 Północnokaukaskiego Okręgu Wojskowego, 1942–1944 partyjny organizator KC WKP(b) zakładu remontowego Frontu Zakaukaskiego, a w latach 1944–1948 Nadwołżańskiego Okręgu Wojskowego. W latach 1948–1950 sekretarz komitetu KP(b)U fabryki „Sierp i mołot”, partyjny organizator KC WKP(b) charkowskiej fabryki im. Kirowa, od 1950 do marca 1953 II sekretarz Komitetu Miejskiego KP(b)U/KPU w Charkowie, od marca do listopada 1953 przewodniczący Komitetu Wykonawczego Charkowskiej Rady Miejskiej, od stycznia 1954 do 1959 II sekretarz Charkowskiego Komitetu Obwodowego KPU. Od 26 marca 1954 do 16 lutego 1960 zastępca członka KC KPU, w latach 1959–1964 sekretarz Wszechzwiązkowej Centralnej Rady Związków Zawodowych, od 31 października 1961 do 30 marca 1971 zastępca członka KC KPZR, od lipca 1964 do 1 lipca 1983 przewodniczący Państwowego Komitetu ds. Edukacji Zawodowo-Technicznej przy Państwowym Komitecie Planowania Rady Ministrów ZSRR, od 9 kwietnia 1971 do 25 lutego 1986 członek KC KPZR, od lipca 1983 na emeryturze.

## Odznaczenia
- Order Lenina (trzykrotnie)
- Order Rewolucji Październikowej
- Order Czerwonego Sztandaru Pracy